# Stokke AS
Stokke AS è una azienda norvegese specializzata nella produzione di mobili e complementi d'arredo per bambini.
Tra i prodotti più commercializzati e famosi vi è il seggiolone Tripp Trapp
Nel dicembre del 2013 è stato annunciato che la NXMH, il ramo d'investimento della Nexon, azienda coreana produttrice di giochi, ha acquistato l'azienda dalla famiglia Stokke.